# Corinne Rey-Bellet
Corinne Rey-Bellet, švicarska alpska smučarka, * 2. avgust 1972, Les Crosets, Švica, † 30. april 2006, Les Crosets.
Corinne Rey Bellet je v svoji tekmovalni karieri dosegla 5 zmag v svetovnem pokalu in bila srebrna na svetovnem prvenstvu leta 2003 v St. Moritzu.
| Datum           | Disciplina      | Prizorišče           | Država   |
| --------------- | --------------- | -------------------- | -------- |
| 16. januar 1999 | superveleslalom | St. Anton am Arlberg | Avstrija |
| 16. januar 1999 | smuk            | St. Anton am Arlberg | Avstrija |
| 15. januar 2000 | smuk            | Altenmarkt im Pongau | Avstrija |
| 9. marec 2001   | superveleslalom | Åre                  | Švedska  |
| 2. marec 2002   | smuk            | Lenzerheide          | Švica    |